# Corynocarpaceae

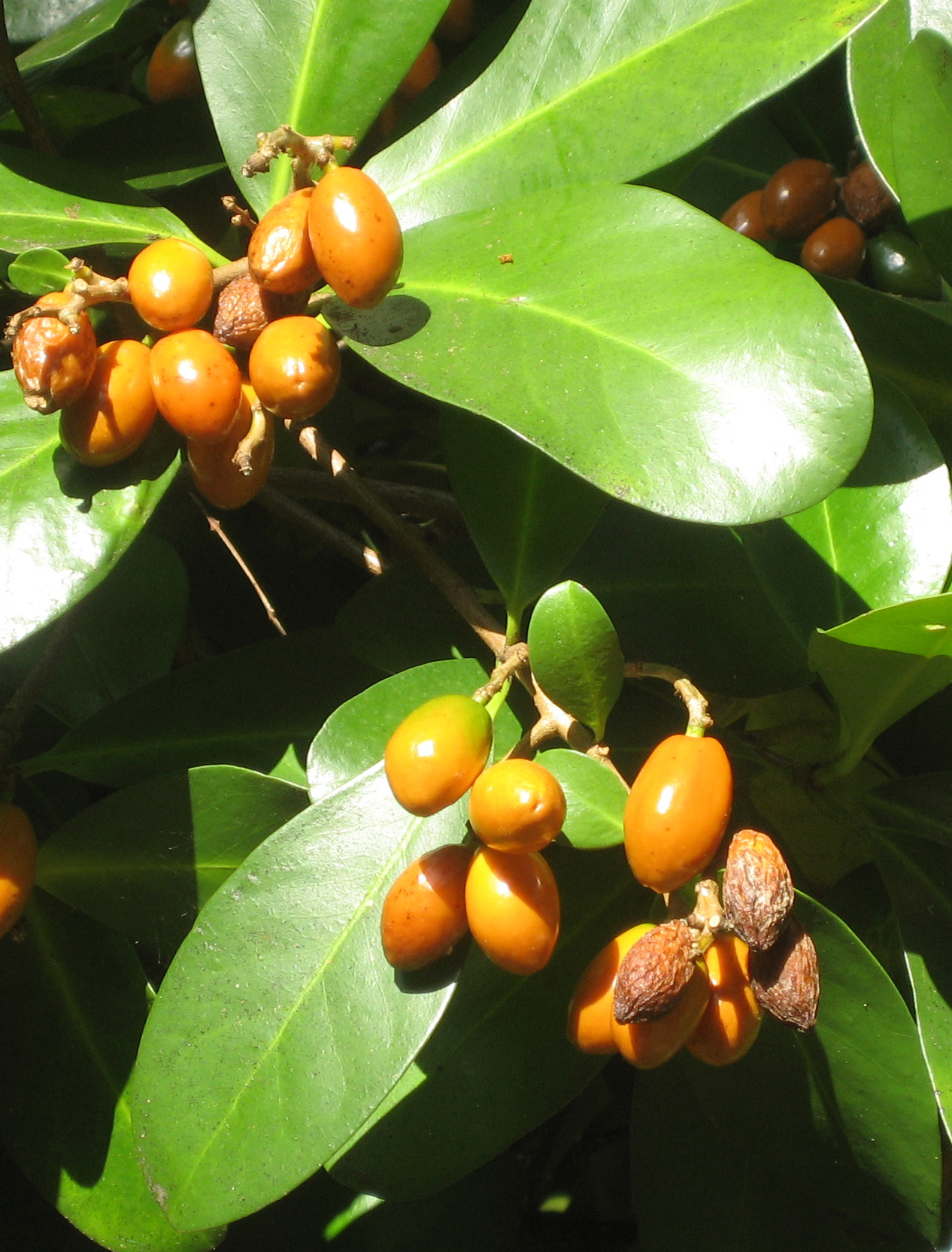
Frutos maduros de barrilheiro (Corynocarpus laevigatus).

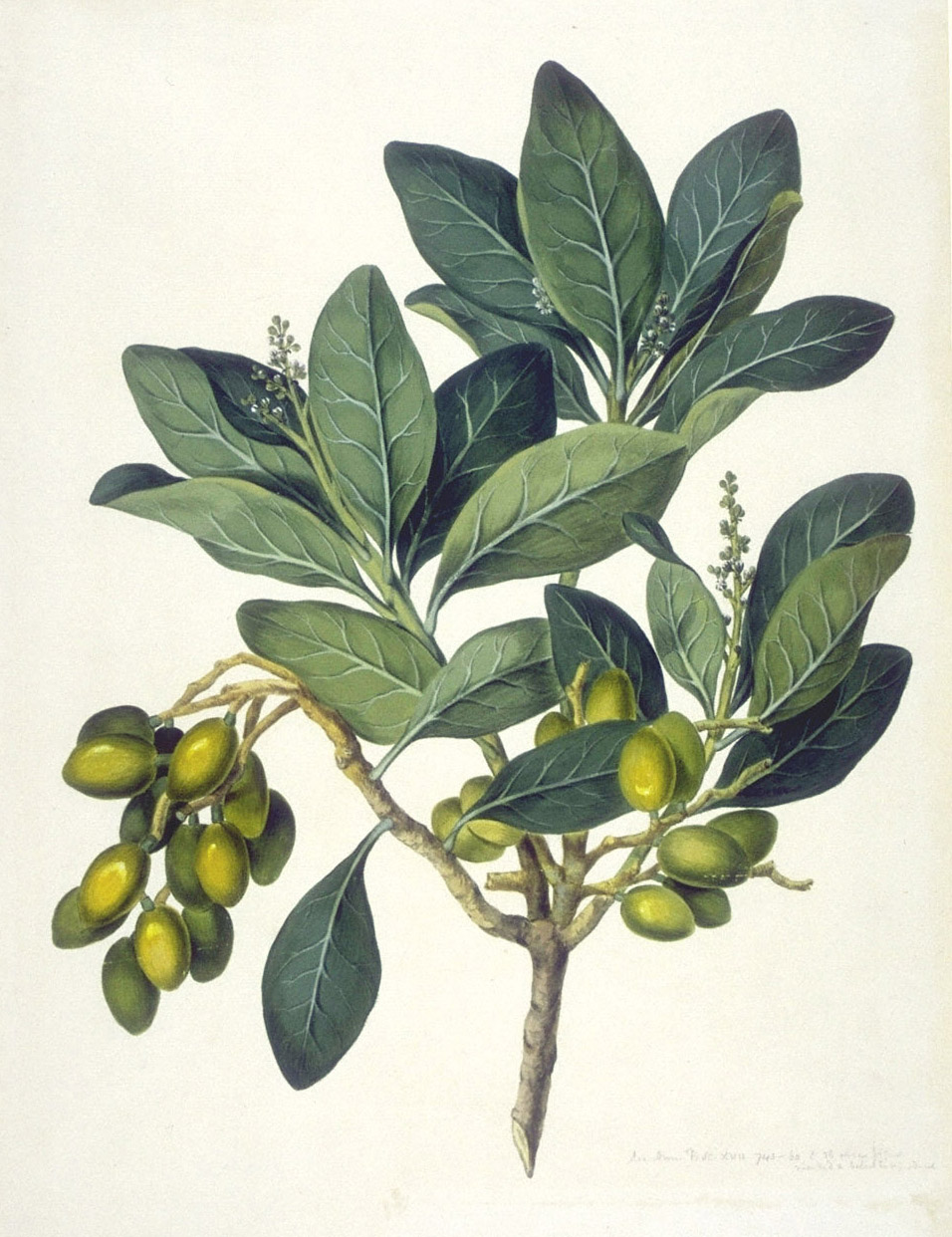
Corynocarpus laevigatus.

Corynocarpaceae é uma família monotípica de plantas com flor, pertencente à ordem Cucurbitales, cujo único género é Corynocarpus, um grupo que compreende cinco espécies de árvores e arbustos, naturais da Nova Guiné, Austrália, Nova Caledónia, Vanuatu e Nova Zelândia. A espécie Corynocarpus laevigatus, conhecida pelos nomes comuns de louro-da-nova-zelândia ou barrilheiro, é utilizada para fins ornamentais e encontra-se naturalizada em diversas regiões subtropicais (incluindo os Açores).

## Descrição
Corynocarpus é o único género da família Corynocarpaceae e inclui 5 espécies de árvores ou arbustos com folhas alternas, dispostas em espiral, coreáceas e simples. A flores são hermafroditas, agrupadas em inflorescências em panículas ou rácimos.
As espécies que integram o género Corynocarpus são árvores perenifólias (raramente arbustos), com folhagem de coloração verde-clara e brilhante. A planta inteira, excepto a polpa do fruto, é tóxica. As folhas são de filotaxia alternada ou dispostas em espiral, pecioladas, simples, coriáceas e inteiras. Podem ou não ter estípulas.
As flores ocorrem em inflorescências paniculadas ou racemosas. Ao contrário da maioria dos táxons da ordem Cucurbitales, as flores não são sexualmente segregadas, sendo hermafroditas, pequenas, com simetria radial (actinomórficas) e pentâmeras. Apresentam cinco sépalas e cinco pétalas livres, com dois verticilos, cada um com cinco estames, que não se fundem, mas conatos com a base das pétalas. Apenas o verticilo interno de estames é fértil. Os dois carpelos são fundidos num ovário súpero.
O fruto é uma drupa, cada uma contendo apenas uma semente.
Estas plantas são ricas em flavonóides (kaempferol) e glicósidos amargos.

### Usos
A espécie Corynocarpus laevigatus, conhecida na Nova Zelãndia por karaka, é usada como árvore ornamental, existindo cultivares com folhagem com coloração variegada. O fruto desta espécie, conhecido por kopia na língua Māori (barril nos Açores), pode ser comida por humanos. A polpa pode ser consumida crua e tem gosto similar a damascos maduros. O caroço, conhecido na Nova Zelândia por "noz-de-karaka", é muito venenoso, mas é processado pelo povo māori em várias etapas (devendo ser cozido) e pode ser usado como farinha para pão. A semente contém 11% de proteínas e 58% de hidratos de carbono. As folhas desta espécie são usadas na medicina popular para a cura de feridas.
A madeira daquela espécie é branca, sendo usada como boa lenha, não tendo presenteente outro uso. Contudo, em tempo anteriores, os maori construíram a partir dela as suas canoas. Um insecticida é obtido a partir de extractos desta espécie.

### Distribuição
A área de distribuição natural é composta por áreas temperadas quentes tropicais do sudoeste do Pacífico. As espécies de Corynocarpus são nativas da Nova Guiné, Vanuatu, Nova Caledónia, Queensland (na Austrália) e Nova Zelândia. No Hawaii, Corynocarpus laevigatus é uma planta invasora.

## Filogenia e sistemática
O nome genérico Corynocarpus foi criado em 1775 por Johann Reinhold Forster e Johann Georg Adam Forster na obra Characteres Generum Plantarum, edição 1.: 31, t. 16. A espécie tipo é Corynocarpus laevigatus J.R.Forst. & G.Forst.. A criação da família  Corynocarpaceae foi proposta por Adolf Engler em 1897.

### Filogenia
Aceitando o posicionamento da família estabelecido no sistema APG IV (2016), a aplicação das técnicas da filogenética molecular sugere as seguintes relações entre as Corynocarpaceae e as restantes famílias que integram a ordem Cucurbitales:
|  | Corynocarpaceae |
|  |                 |
|  | Coriariaceae    |
|  |                 |

|  | Tetramelaceae                                               |
|  |                                                             |
|  | \| \| Datiscaceae \| \| \| \| \| \| Begoniaceae \| \| \| \| |
|  |                                                             |
|  | Datiscaceae                                                 |
|  |                                                             |
|  | Begoniaceae                                                 |
|  |                                                             |

|  | Datiscaceae |
|  |             |
|  | Begoniaceae |
|  |             |

|  | Tetramelaceae                                               |
|  |                                                             |
|  | \| \| Datiscaceae \| \| \| \| \| \| Begoniaceae \| \| \| \| |
|  |                                                             |
|  | Datiscaceae                                                 |
|  |                                                             |
|  | Begoniaceae                                                 |
|  |                                                             |

|  | Datiscaceae |
|  |             |
|  | Begoniaceae |
|  |             |

|  | Corynocarpaceae |
|  |                 |
|  | Coriariaceae    |
|  |                 |

|  | Tetramelaceae                                               |
|  |                                                             |
|  | \| \| Datiscaceae \| \| \| \| \| \| Begoniaceae \| \| \| \| |
|  |                                                             |
|  | Datiscaceae                                                 |
|  |                                                             |
|  | Begoniaceae                                                 |
|  |                                                             |

|  | Datiscaceae |
|  |             |
|  | Begoniaceae |
|  |             |

|  | Tetramelaceae                                               |
|  |                                                             |
|  | \| \| Datiscaceae \| \| \| \| \| \| Begoniaceae \| \| \| \| |
|  |                                                             |
|  | Datiscaceae                                                 |
|  |                                                             |
|  | Begoniaceae                                                 |
|  |                                                             |

|  | Datiscaceae |
|  |             |
|  | Begoniaceae |
|  |             |

|  | Corynocarpaceae |
|  |                 |
|  | Coriariaceae    |
|  |                 |

|  | Tetramelaceae                                               |
|  |                                                             |
|  | \| \| Datiscaceae \| \| \| \| \| \| Begoniaceae \| \| \| \| |
|  |                                                             |
|  | Datiscaceae                                                 |
|  |                                                             |
|  | Begoniaceae                                                 |
|  |                                                             |

|  | Datiscaceae |
|  |             |
|  | Begoniaceae |
|  |             |

|  | Tetramelaceae                                               |
|  |                                                             |
|  | \| \| Datiscaceae \| \| \| \| \| \| Begoniaceae \| \| \| \| |
|  |                                                             |
|  | Datiscaceae                                                 |
|  |                                                             |
|  | Begoniaceae                                                 |
|  |                                                             |

|  | Datiscaceae |
|  |             |
|  | Begoniaceae |
|  |             |

|  | Corynocarpaceae |
|  |                 |
|  | Coriariaceae    |
|  |                 |

|  | Tetramelaceae                                               |
|  |                                                             |
|  | \| \| Datiscaceae \| \| \| \| \| \| Begoniaceae \| \| \| \| |
|  |                                                             |
|  | Datiscaceae                                                 |
|  |                                                             |
|  | Begoniaceae                                                 |
|  |                                                             |

|  | Datiscaceae |
|  |             |
|  | Begoniaceae |
|  |             |

|  | Tetramelaceae                                               |
|  |                                                             |
|  | \| \| Datiscaceae \| \| \| \| \| \| Begoniaceae \| \| \| \| |
|  |                                                             |
|  | Datiscaceae                                                 |
|  |                                                             |
|  | Begoniaceae                                                 |
|  |                                                             |

|  | Datiscaceae |
|  |             |
|  | Begoniaceae |
|  |             |

|  | Corynocarpaceae |
|  |                 |
|  | Coriariaceae    |
|  |                 |

|  | Tetramelaceae                                               |
|  |                                                             |
|  | \| \| Datiscaceae \| \| \| \| \| \| Begoniaceae \| \| \| \| |
|  |                                                             |
|  | Datiscaceae                                                 |
|  |                                                             |
|  | Begoniaceae                                                 |
|  |                                                             |

|  | Datiscaceae |
|  |             |
|  | Begoniaceae |
|  |             |

|  | Tetramelaceae                                               |
|  |                                                             |
|  | \| \| Datiscaceae \| \| \| \| \| \| Begoniaceae \| \| \| \| |
|  |                                                             |
|  | Datiscaceae                                                 |
|  |                                                             |
|  | Begoniaceae                                                 |
|  |                                                             |

|  | Datiscaceae |
|  |             |
|  | Begoniaceae |
|  |             |

|  | Corynocarpaceae |
|  |                 |
|  | Coriariaceae    |
|  |                 |

|  | Tetramelaceae                                               |
|  |                                                             |
|  | \| \| Datiscaceae \| \| \| \| \| \| Begoniaceae \| \| \| \| |
|  |                                                             |
|  | Datiscaceae                                                 |
|  |                                                             |
|  | Begoniaceae                                                 |
|  |                                                             |

|  | Datiscaceae |
|  |             |
|  | Begoniaceae |
|  |             |

|  | Tetramelaceae                                               |
|  |                                                             |
|  | \| \| Datiscaceae \| \| \| \| \| \| Begoniaceae \| \| \| \| |
|  |                                                             |
|  | Datiscaceae                                                 |
|  |                                                             |
|  | Begoniaceae                                                 |
|  |                                                             |

|  | Datiscaceae |
|  |             |
|  | Begoniaceae |
|  |             |

|  | Corynocarpaceae |
|  |                 |
|  | Coriariaceae    |
|  |                 |

|  | Tetramelaceae                                               |
|  |                                                             |
|  | \| \| Datiscaceae \| \| \| \| \| \| Begoniaceae \| \| \| \| |
|  |                                                             |
|  | Datiscaceae                                                 |
|  |                                                             |
|  | Begoniaceae                                                 |
|  |                                                             |

|  | Datiscaceae |
|  |             |
|  | Begoniaceae |
|  |             |

|  | Tetramelaceae                                               |
|  |                                                             |
|  | \| \| Datiscaceae \| \| \| \| \| \| Begoniaceae \| \| \| \| |
|  |                                                             |
|  | Datiscaceae                                                 |
|  |                                                             |
|  | Begoniaceae                                                 |
|  |                                                             |

|  | Datiscaceae |
|  |             |
|  | Begoniaceae |
|  |             |

|  | Corynocarpaceae |
|  |                 |
|  | Coriariaceae    |
|  |                 |

|  | Tetramelaceae                                               |
|  |                                                             |
|  | \| \| Datiscaceae \| \| \| \| \| \| Begoniaceae \| \| \| \| |
|  |                                                             |
|  | Datiscaceae                                                 |
|  |                                                             |
|  | Begoniaceae                                                 |
|  |                                                             |

|  | Datiscaceae |
|  |             |
|  | Begoniaceae |
|  |             |

|  | Tetramelaceae                                               |
|  |                                                             |
|  | \| \| Datiscaceae \| \| \| \| \| \| Begoniaceae \| \| \| \| |
|  |                                                             |
|  | Datiscaceae                                                 |
|  |                                                             |
|  | Begoniaceae                                                 |
|  |                                                             |

|  | Datiscaceae |
|  |             |
|  | Begoniaceae |
|  |             |

|  | Corynocarpaceae |
|  |                 |
|  | Coriariaceae    |
|  |                 |

|  | Tetramelaceae                                               |
|  |                                                             |
|  | \| \| Datiscaceae \| \| \| \| \| \| Begoniaceae \| \| \| \| |
|  |                                                             |
|  | Datiscaceae                                                 |
|  |                                                             |
|  | Begoniaceae                                                 |
|  |                                                             |

|  | Datiscaceae |
|  |             |
|  | Begoniaceae |
|  |             |

|  | Tetramelaceae                                               |
|  |                                                             |
|  | \| \| Datiscaceae \| \| \| \| \| \| Begoniaceae \| \| \| \| |
|  |                                                             |
|  | Datiscaceae                                                 |
|  |                                                             |
|  | Begoniaceae                                                 |
|  |                                                             |

|  | Datiscaceae |
|  |             |
|  | Begoniaceae |
|  |             |

|  | Corynocarpaceae |
|  |                 |
|  | Coriariaceae    |
|  |                 |

|  | Tetramelaceae                                               |
|  |                                                             |
|  | \| \| Datiscaceae \| \| \| \| \| \| Begoniaceae \| \| \| \| |
|  |                                                             |
|  | Datiscaceae                                                 |
|  |                                                             |
|  | Begoniaceae                                                 |
|  |                                                             |

|  | Datiscaceae |
|  |             |
|  | Begoniaceae |
|  |             |

|  | Tetramelaceae                                               |
|  |                                                             |
|  | \| \| Datiscaceae \| \| \| \| \| \| Begoniaceae \| \| \| \| |
|  |                                                             |
|  | Datiscaceae                                                 |
|  |                                                             |
|  | Begoniaceae                                                 |
|  |                                                             |

|  | Datiscaceae |
|  |             |
|  | Begoniaceae |
|  |             |

|  | Corynocarpaceae |
|  |                 |
|  | Coriariaceae    |
|  |                 |

|  | Tetramelaceae                                               |
|  |                                                             |
|  | \| \| Datiscaceae \| \| \| \| \| \| Begoniaceae \| \| \| \| |
|  |                                                             |
|  | Datiscaceae                                                 |
|  |                                                             |
|  | Begoniaceae                                                 |
|  |                                                             |

|  | Datiscaceae |
|  |             |
|  | Begoniaceae |
|  |             |

|  | Tetramelaceae                                               |
|  |                                                             |
|  | \| \| Datiscaceae \| \| \| \| \| \| Begoniaceae \| \| \| \| |
|  |                                                             |
|  | Datiscaceae                                                 |
|  |                                                             |
|  | Begoniaceae                                                 |
|  |                                                             |

|  | Datiscaceae |
|  |             |
|  | Begoniaceae |
|  |             |

|  | Corynocarpaceae |
|  |                 |
|  | Coriariaceae    |
|  |                 |

|  | Tetramelaceae                                               |
|  |                                                             |
|  | \| \| Datiscaceae \| \| \| \| \| \| Begoniaceae \| \| \| \| |
|  |                                                             |
|  | Datiscaceae                                                 |
|  |                                                             |
|  | Begoniaceae                                                 |
|  |                                                             |

|  | Datiscaceae |
|  |             |
|  | Begoniaceae |
|  |             |

|  | Tetramelaceae                                               |
|  |                                                             |
|  | \| \| Datiscaceae \| \| \| \| \| \| Begoniaceae \| \| \| \| |
|  |                                                             |
|  | Datiscaceae                                                 |
|  |                                                             |
|  | Begoniaceae                                                 |
|  |                                                             |

|  | Datiscaceae |
|  |             |
|  | Begoniaceae |
|  |             |

|  | Corynocarpaceae |
|  |                 |
|  | Coriariaceae    |
|  |                 |

|  | Tetramelaceae                                               |
|  |                                                             |
|  | \| \| Datiscaceae \| \| \| \| \| \| Begoniaceae \| \| \| \| |
|  |                                                             |
|  | Datiscaceae                                                 |
|  |                                                             |
|  | Begoniaceae                                                 |
|  |                                                             |

|  | Datiscaceae |
|  |             |
|  | Begoniaceae |
|  |             |

|  | Tetramelaceae                                               |
|  |                                                             |
|  | \| \| Datiscaceae \| \| \| \| \| \| Begoniaceae \| \| \| \| |
|  |                                                             |
|  | Datiscaceae                                                 |
|  |                                                             |
|  | Begoniaceae                                                 |
|  |                                                             |

|  | Datiscaceae |
|  |             |
|  | Begoniaceae |
|  |             |

|  | Corynocarpaceae |
|  |                 |
|  | Coriariaceae    |
|  |                 |

|  | Tetramelaceae                                               |
|  |                                                             |
|  | \| \| Datiscaceae \| \| \| \| \| \| Begoniaceae \| \| \| \| |
|  |                                                             |
|  | Datiscaceae                                                 |
|  |                                                             |
|  | Begoniaceae                                                 |
|  |                                                             |

|  | Datiscaceae |
|  |             |
|  | Begoniaceae |
|  |             |

|  | Tetramelaceae                                               |
|  |                                                             |
|  | \| \| Datiscaceae \| \| \| \| \| \| Begoniaceae \| \| \| \| |
|  |                                                             |
|  | Datiscaceae                                                 |
|  |                                                             |
|  | Begoniaceae                                                 |
|  |                                                             |

|  | Datiscaceae |
|  |             |
|  | Begoniaceae |
|  |             |

|  | Corynocarpaceae |
|  |                 |
|  | Coriariaceae    |
|  |                 |

|  | Tetramelaceae                                               |
|  |                                                             |
|  | \| \| Datiscaceae \| \| \| \| \| \| Begoniaceae \| \| \| \| |
|  |                                                             |
|  | Datiscaceae                                                 |
|  |                                                             |
|  | Begoniaceae                                                 |
|  |                                                             |

|  | Datiscaceae |
|  |             |
|  | Begoniaceae |
|  |             |

|  | Tetramelaceae                                               |
|  |                                                             |
|  | \| \| Datiscaceae \| \| \| \| \| \| Begoniaceae \| \| \| \| |
|  |                                                             |
|  | Datiscaceae                                                 |
|  |                                                             |
|  | Begoniaceae                                                 |
|  |                                                             |

|  | Datiscaceae |
|  |             |
|  | Begoniaceae |
|  |             |

|  | Corynocarpaceae |
|  |                 |
|  | Coriariaceae    |
|  |                 |

|  | Tetramelaceae                                               |
|  |                                                             |
|  | \| \| Datiscaceae \| \| \| \| \| \| Begoniaceae \| \| \| \| |
|  |                                                             |
|  | Datiscaceae                                                 |
|  |                                                             |
|  | Begoniaceae                                                 |
|  |                                                             |

|  | Datiscaceae |
|  |             |
|  | Begoniaceae |
|  |             |

|  | Tetramelaceae                                               |
|  |                                                             |
|  | \| \| Datiscaceae \| \| \| \| \| \| Begoniaceae \| \| \| \| |
|  |                                                             |
|  | Datiscaceae                                                 |
|  |                                                             |
|  | Begoniaceae                                                 |
|  |                                                             |

|  | Datiscaceae |
|  |             |
|  | Begoniaceae |
|  |             |

### Sistemática
A integração de espécies no género Corynocarpus tem sido incontestável. No entanto, o género tem sido amplamente discutido no sistema de classificação das plantas com flor, tendo sido sugerida a sua integração em muitas famílias (Anacardiaceae, Berberidaceae, Celastraceae, Cunoniaceae, Escalloniaceae, Malpighiaceae, Melastomataceae, Myrsinaceae, Rosaceae, Sapindaceae, Saxifragaceae, Sterculiaceae). O género foi durante muito tempo considerado muito isolado, o que foi reafirmado por Armen Takhtajan em 1997, que no sistema de Takhtajan criou para ele uma ordem monogenética, Corynocarpales. Nos sistemas de base filogenético, como o sistema APG IV, o género Corynocarpus forma a família monotípica Corynocarpaceae, a qual faz parte de uma ordem Cucurbitales ampliada.
No género Corynocarpus, ou seja na família Corynocarpaceae por esta ser monotípica, estão integradas 5-6 espécies:
- Corynocarpus cribbianus (F.M.Bailey) L.S.Sm: nativo da Nova Guiné e do norte e nordeste de Queensland.[17]
- Corynocarpus dissimilis Hemsl.: nativo da Nova Caledónia.[17]
- Corynocarpus laevigatus J.R.Forst. & G.Forst.: ocorre na Nova Zelândia, nas planícies costeiras da ilha do Norte, no norte da ilha do Sul, na ilha Raoul e nas ilhas Chatham.[17]
- Corynocarpus rupestris Guymer: com duas subespécies, em regiões separadas da Autrália:
  - Corynocarpus rupestris subsp. arborescens Guymer: nativa do sueste de Queensland.[17]
  - Corynocarpus rupestris Guymer subsp. rupestris: no noroeste de New South Wales.[17]
- Corynocarpus similis Hemsl.: nativa de Vanuatu.[17]

Reflectindo a distribuição natural presente, os dados de genética molecular disponíveis permitem elaborar o seguinte cladograma esclarecendo a relação entre as diversas espécies que integram o género:
|  | Corynocarpus laevigatus |
|  |                         |
|  | Corynocarpus dissimilis |
|  |                         |

|                        | Corynocarpus cribbianus                                                                                               |
|                        | |
| Corynocarpus rupestris | \| \| Corynocarpus rupestris subsp. rupestris \| \| \| \| \| \| Corynocarpus rupestris subsp. arborescens \| \| \| \| |
|                        | \| \| Corynocarpus rupestris subsp. rupestris \| \| \| \| \| \| Corynocarpus rupestris subsp. arborescens \| \| \| \| |
|                        | Corynocarpus rupestris subsp. rupestris                                                                               |
|                        | |
|                        | Corynocarpus rupestris subsp. arborescens                                                                             |
|                        | |

|  | Corynocarpus rupestris subsp. rupestris   |
|  |                                           |
|  | Corynocarpus rupestris subsp. arborescens |
|  |                                           |

|  | Corynocarpus laevigatus |
|  |                         |
|  | Corynocarpus dissimilis |
|  |                         |

|                        | Corynocarpus cribbianus                                                                                               |
|                        | |
| Corynocarpus rupestris | \| \| Corynocarpus rupestris subsp. rupestris \| \| \| \| \| \| Corynocarpus rupestris subsp. arborescens \| \| \| \| |
|                        | \| \| Corynocarpus rupestris subsp. rupestris \| \| \| \| \| \| Corynocarpus rupestris subsp. arborescens \| \| \| \| |
|                        | Corynocarpus rupestris subsp. rupestris                                                                               |
|                        | |
|                        | Corynocarpus rupestris subsp. arborescens                                                                             |
|                        | |

|  | Corynocarpus rupestris subsp. rupestris   |
|  |                                           |
|  | Corynocarpus rupestris subsp. arborescens |
|  |                                           |

|  | Corynocarpus laevigatus |
|  |                         |
|  | Corynocarpus dissimilis |
|  |                         |

|                        | Corynocarpus cribbianus                                                                                               |
|                        | |
| Corynocarpus rupestris | \| \| Corynocarpus rupestris subsp. rupestris \| \| \| \| \| \| Corynocarpus rupestris subsp. arborescens \| \| \| \| |
|                        | \| \| Corynocarpus rupestris subsp. rupestris \| \| \| \| \| \| Corynocarpus rupestris subsp. arborescens \| \| \| \| |
|                        | Corynocarpus rupestris subsp. rupestris                                                                               |
|                        | |
|                        | Corynocarpus rupestris subsp. arborescens                                                                             |
|                        | |

|  | Corynocarpus rupestris subsp. rupestris   |
|  |                                           |
|  | Corynocarpus rupestris subsp. arborescens |
|  |                                           |

|  | Corynocarpus laevigatus |
|  |                         |
|  | Corynocarpus dissimilis |
|  |                         |

|                        | Corynocarpus cribbianus                                                                                               |
|                        | |
| Corynocarpus rupestris | \| \| Corynocarpus rupestris subsp. rupestris \| \| \| \| \| \| Corynocarpus rupestris subsp. arborescens \| \| \| \| |
|                        | \| \| Corynocarpus rupestris subsp. rupestris \| \| \| \| \| \| Corynocarpus rupestris subsp. arborescens \| \| \| \| |
|                        | Corynocarpus rupestris subsp. rupestris                                                                               |
|                        | |
|                        | Corynocarpus rupestris subsp. arborescens                                                                             |
|                        | |

|  | Corynocarpus rupestris subsp. rupestris   |
|  |                                           |
|  | Corynocarpus rupestris subsp. arborescens |
|  |                                           |

O número cromossómico básico das espécies Corynocarpus cribbianus, Corynocarpus dissimilis, Corynocarpus laevigatus e Corynocarpus similis é 2n = 46 (são diploides). A espécie Corynocarpus rupestris é tetraploide (2n = 92).
O género Corynocarpus, o único que integra esta família monotípica, inclui as seguintes espécies:
- Corynocarpus cribbianus (F. M. Bailey) L. S. Sm. (sin.: Corynocarpus australasicus) - Nova Guiné, ilhas Aru, Queensland
- Corynocarpus dissimilis Hemsl. - Nova Caledónia
- Corynocarpus laevigatus J. R. Forst. & G. Forst. - Nova Zelândia
- Corynocarpus rupestris Guymer  - Queensland, New South Wales
- Corynocarpus similis Hemsl. - Vanuatu

## Galeria

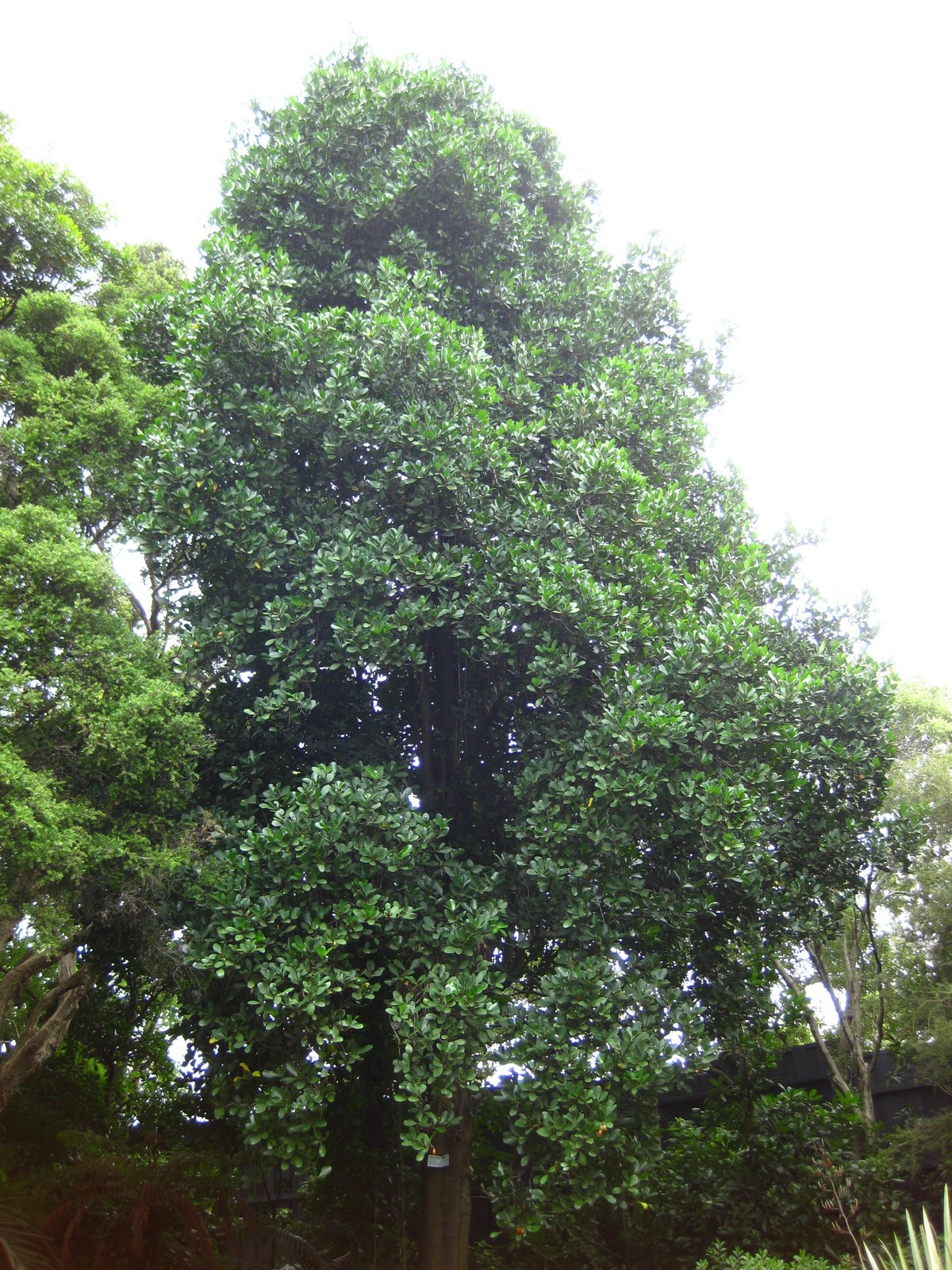
Hábito.
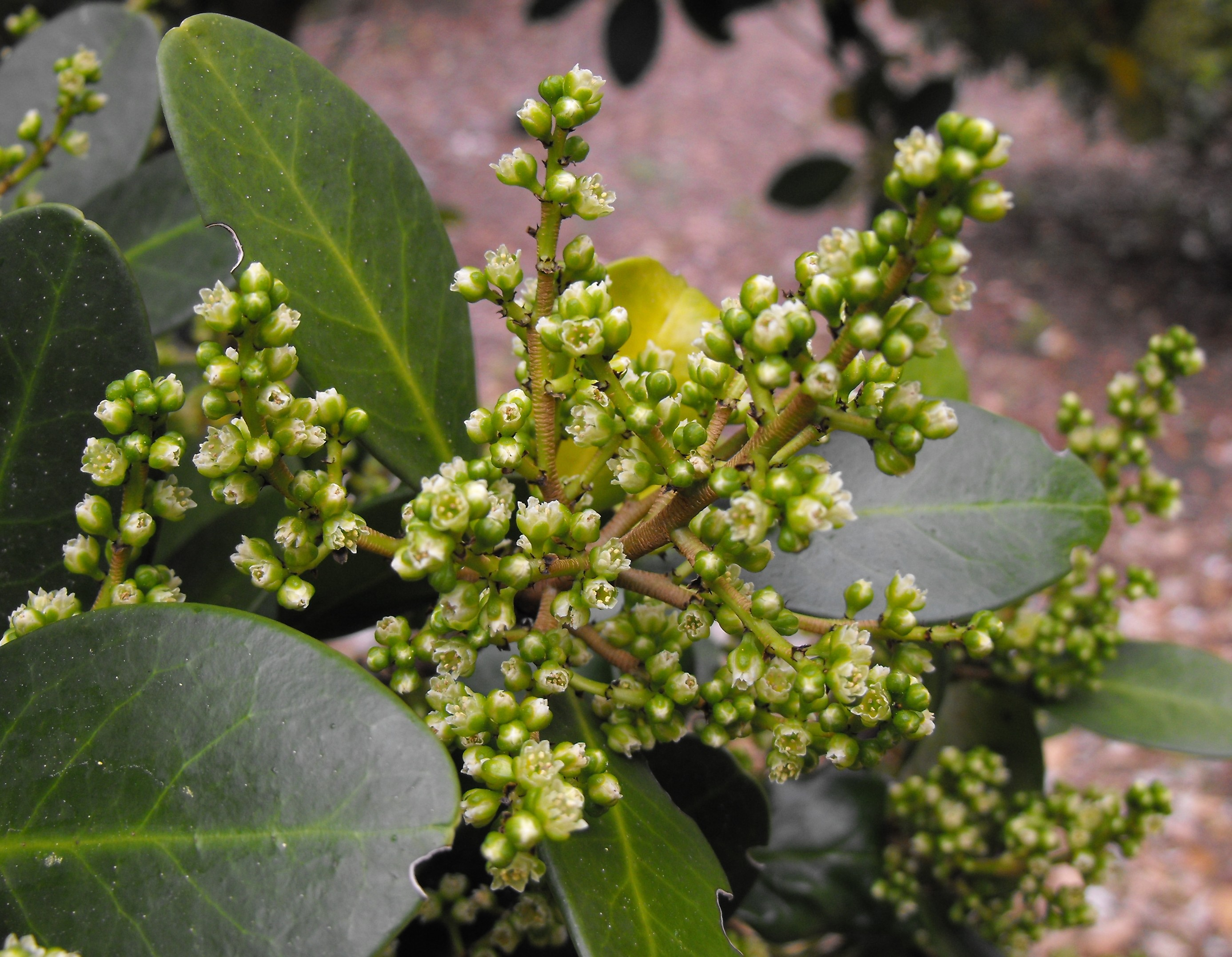
Inflorecências.
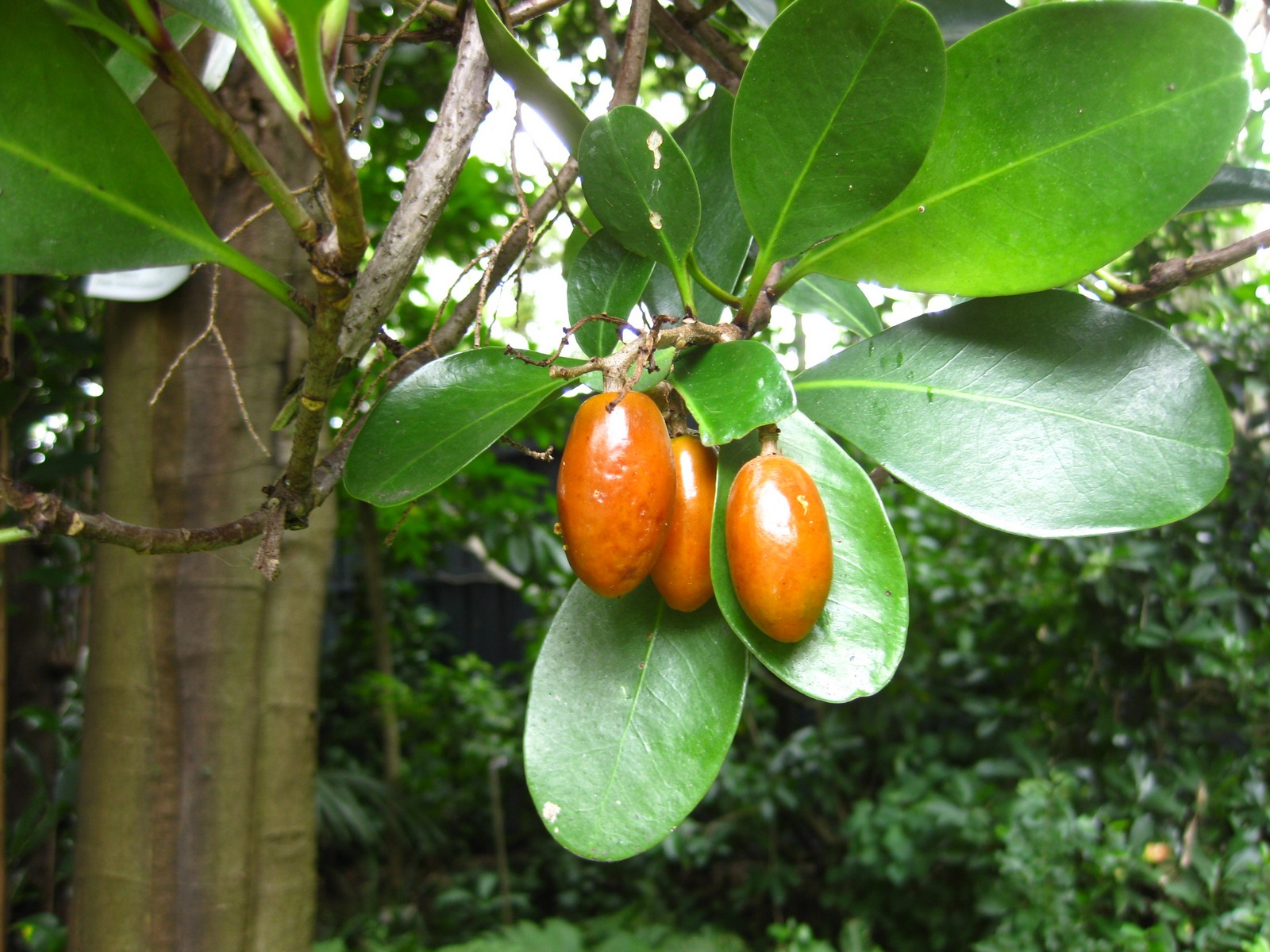
Frutos.
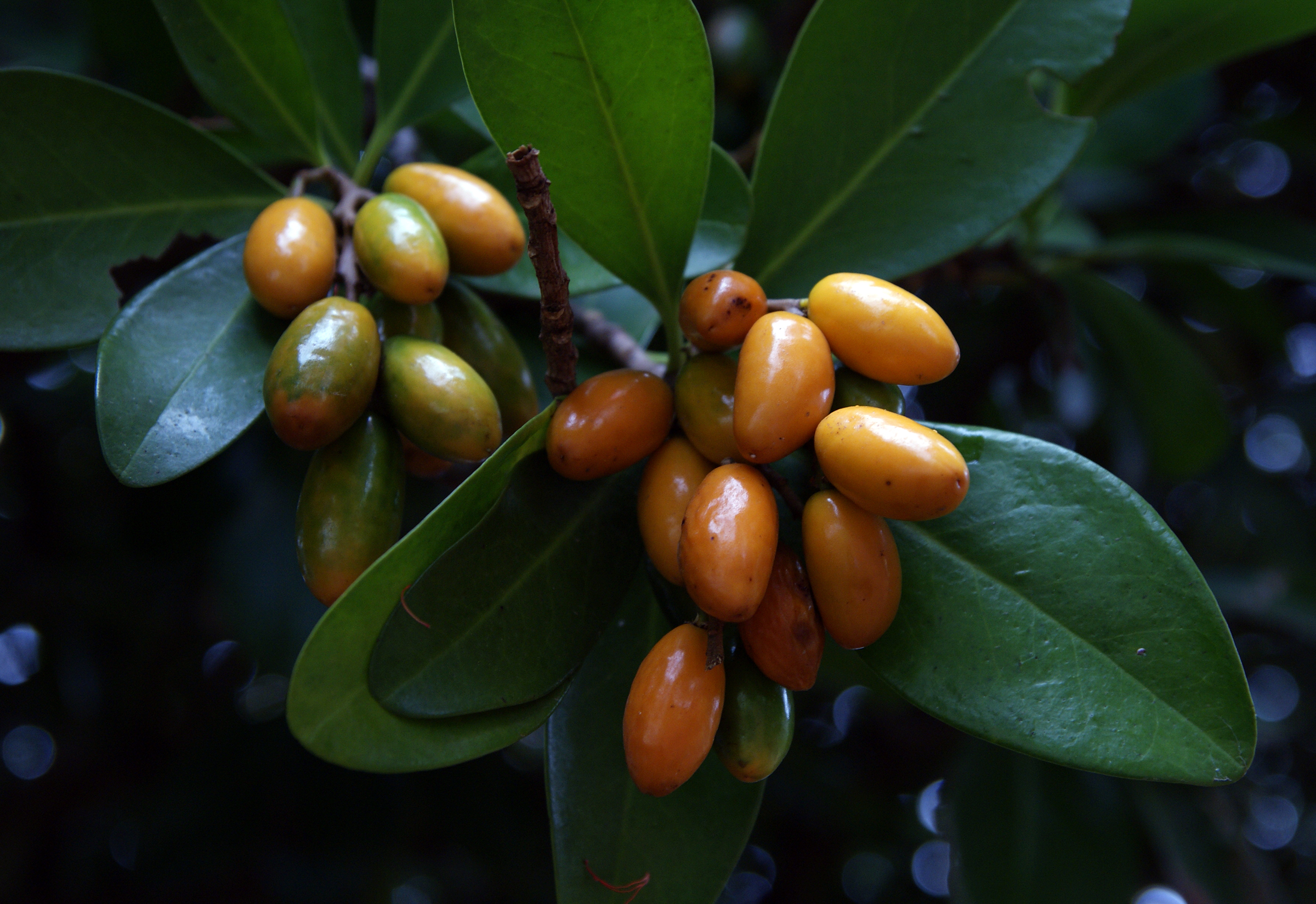
Infrutescência.
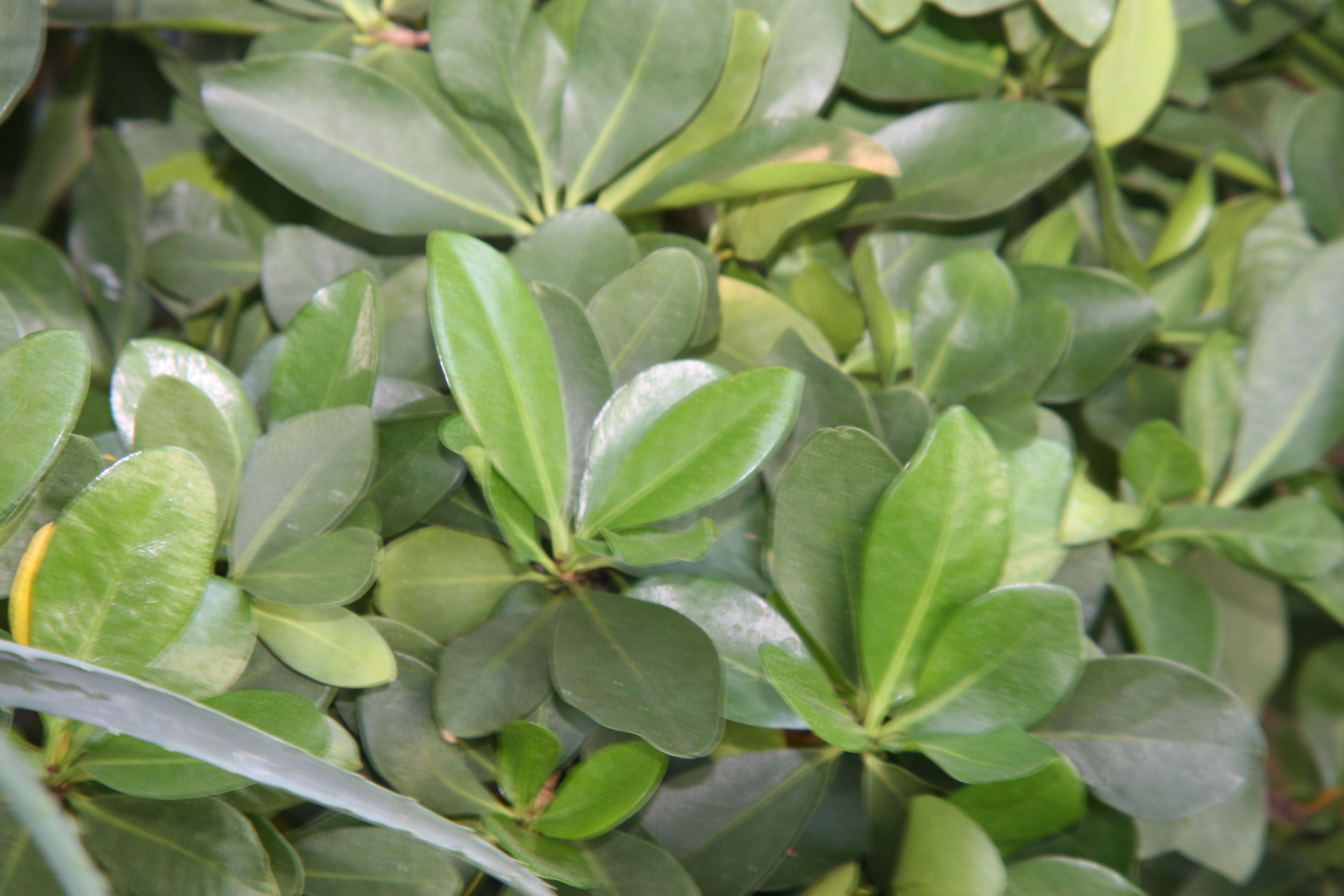
Folhagem.
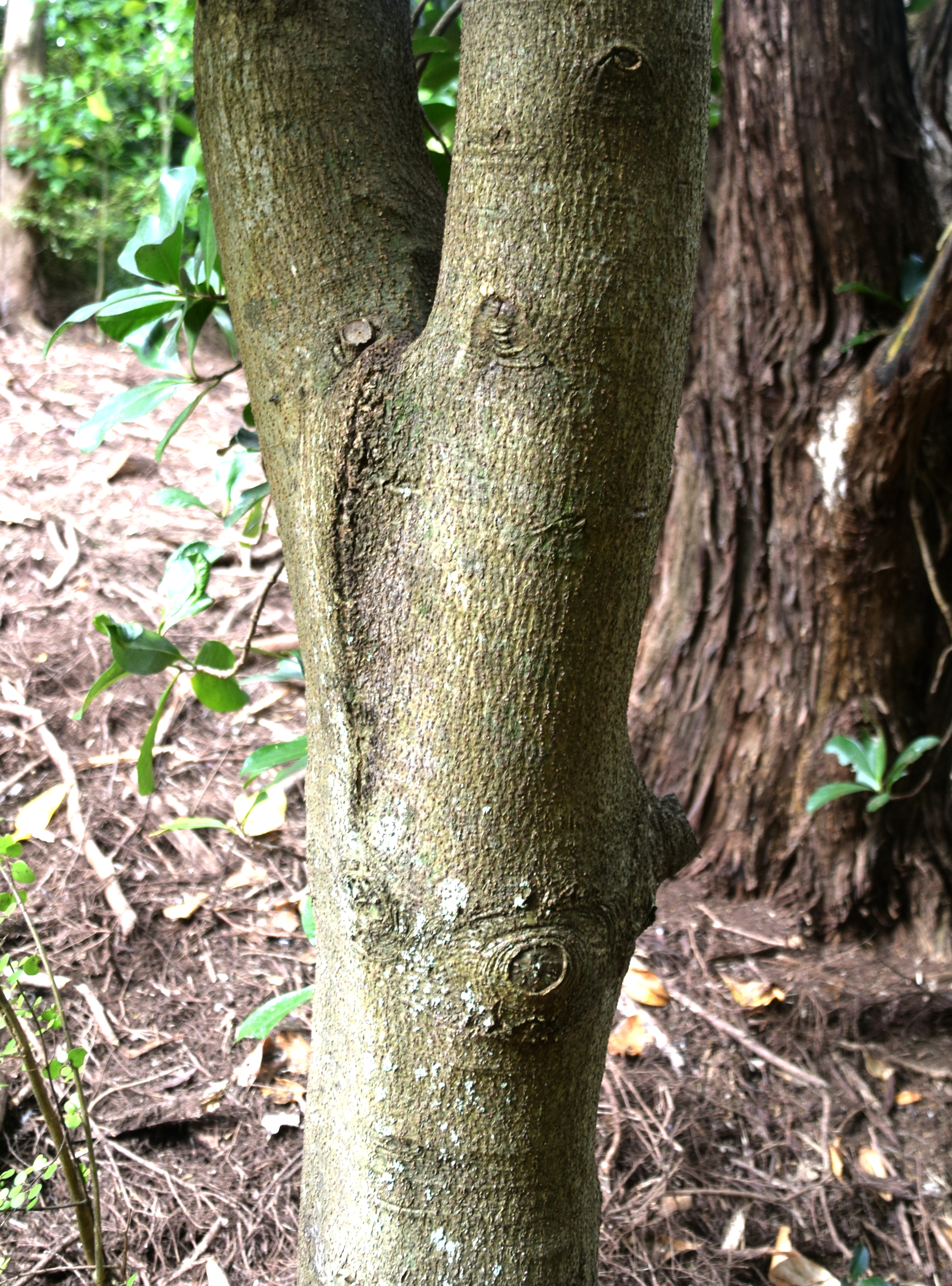
Tronco.
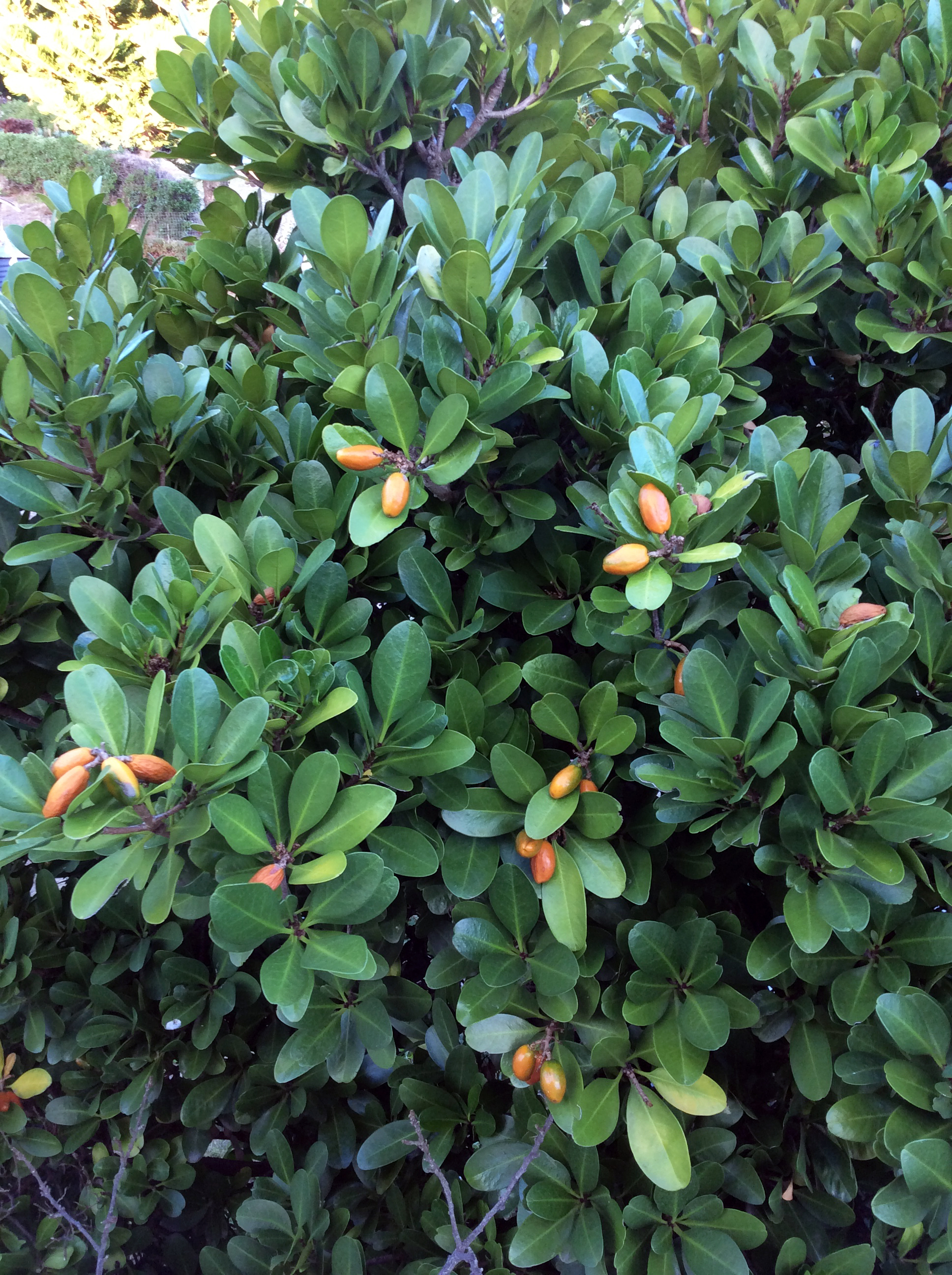
Planta com frutos maduros.